# Alexander Kaidanovsky

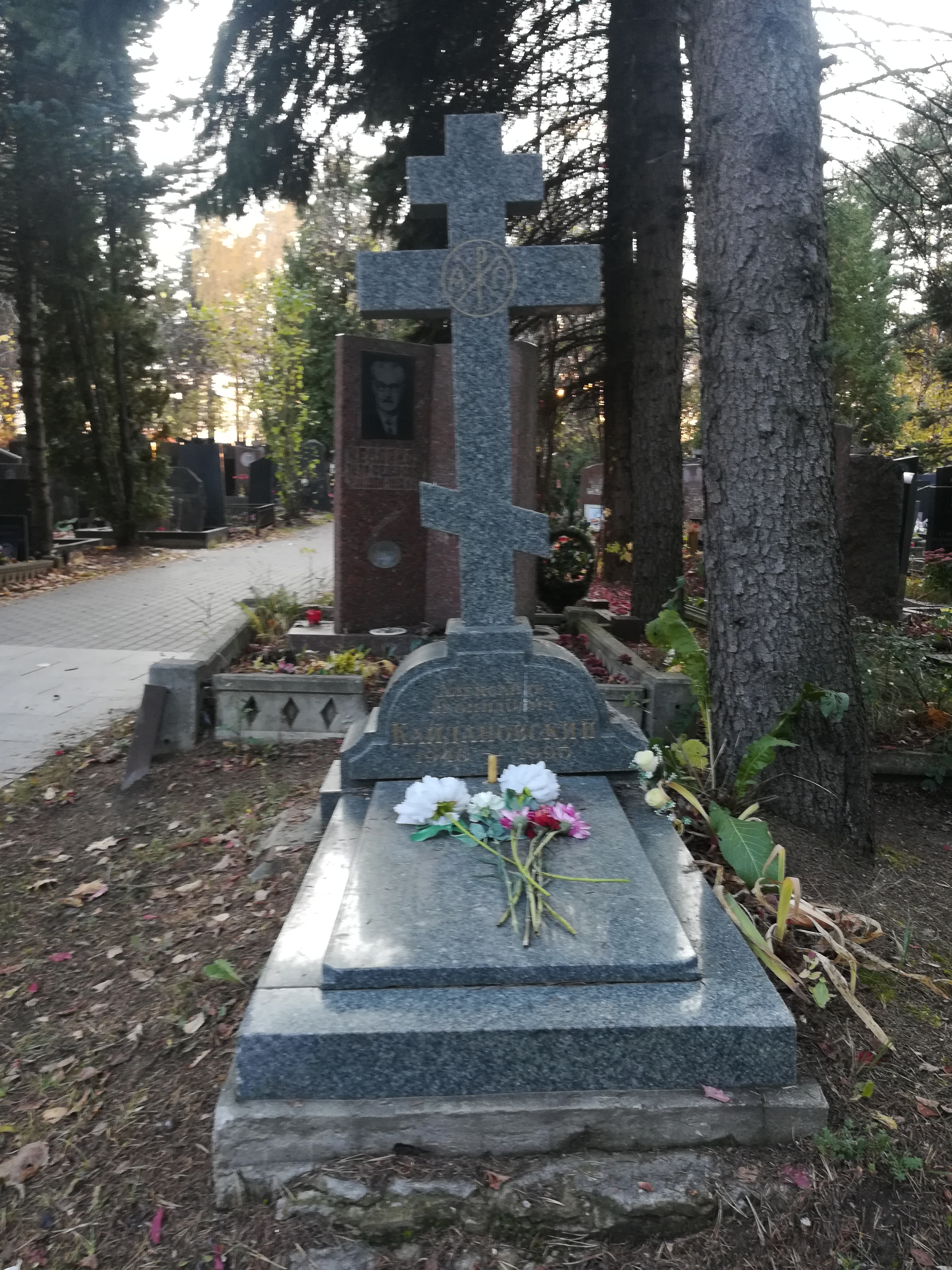
Túmulo de Kaidanovsky

Alexander Kaidanovsky (Rostov do Don, 23 de julho de 1946 — Moscou, 3 de dezembro de 1995) foi um ator e cineasta russo. Seus papéis mais conhecidos estão em filmes como At Home Between Strangers (1974), The Bodyguard (1979) e Stalker (1979).

## Carreira
Antes de seguir a carreira de ator, Kaidanovsky frequentou a faculdade técnica, onde estava treinando para se tornar um soldador. Aparentemente, a perspectiva de se tornar um trabalhador não o atraía e em 1965 ele começou a estudar interpretação na Rostov Theatre School e no Schukin Institute em Moscou. Antes de terminar o curso estreou no filme The Mysterious Wall (1967) e ao se formar em 1969 trabalhou como ator de teatro.
Em 1985, dirigiu A Simple Death, que foi exibido na seção Un Certain Regard do Festival de Cannes de 1987.
Kaidanovsky fez sua estreia no teatro no Teatro Vakhtangov em 1969. Em 1971 foi convidado para ingressar no Moscow Arts Theatre, o melhor teatro clássico da Rússia, um raro privilégio para um graduado de 25 anos.
Ele fez sua estreia no cinema em At Home Between Strangers (1974) e nos anos seguintes apareceu em cerca de duas dezenas de filmes, incluindo a comédia satírica Diamonds for Dictatorship of the Proletariat (1976) e The Life of Beethoven (1980). Em seu auge nos anos 70, Kaidanovsky estava entre os atores mais populares da Rússia Soviética, e foi nessa época que o famoso diretor soviético Andrei Tarkovsky, impressionado com a aparência e a técnica de atuação de Kaidanovsky em Diamonds, o convidou para o papel-título em seu novo filme, Stalker (1979). Este papel rendeu a Kaidanovsky aclamação internacional.

## Filmografia parcial
- Anna Karenina (1967)
- The Mysterious Wall (1967)
- Igrok (1972) - Astley
- Pyatnadtsataya vesna (1972) - Messenger
- Chetvyortyy (1973)
- Failure of Engineer Garin (1973, TV Mini-Series) - Volf (1973)
- Deti Vanyushina (1974) - Kostya
- At Home Among Strangers (1974) - Lemke, rittmeister
- Sleduyu svoim kursom (1975) - korrespondent Misha
- Brillianty dlya diktatury proletariata (1975) - Vorontsov
- Propavshaya ekspeditsiya (1975) - Zimin
- Pod kryshami Monmartra (1975)
- Moy dom, teatr (1975)
- Zolotaya rechka (1977) - Kirill Zimin
- Kto poedet v Truskavets (1977) - He
- Povorot (1979) - Vrach
- Inquest of Pilot Pirx (1979) - Tom Nowak
- Stalker (1979) - Stalker
- Telokhranitel (1979) - Bodyguard
- Spasatel (1980) - Varaksin
- Rafferty (1980, TV Movie)
- Rasskaz neizvestnogo cheloveka (1981) - Stepan
- Faktas (1981) - Stanislav
- Atsiprasau (1982) - Pranas
- Khareba da Gogia (1987) - Volkhovski
- And Then There Were None (1987) - Captain Philip Lombard
- New Adventures of a Yankee in King Arthur's Court (1988) - Sir Lancelot
- Kerosene Salesman's Wife (1988)
- Songlines | Segment: For a Million (1989, director)
- Listopad (1992)
- Lza ksiecia ciemnosci (1993)
- El aliento del diablo (1993) - Damián
- Magic Hunter (1994) - Maxim
- Ispoved neznakomtsu (1995) - Kriouchoff
- Pribytie poezda (1995) - (segment "Svadebnyy marsh")